# Monte Sabyinyo
O monte Sabyinyo é uma montanha da África Oriental, no ponto de tríplice fronteira entre a República Democrática do Congo, o Uganda e o Ruanda, tendo o seu pico a altitude de 3645 metros
O Sabyinyo deve o seu nome em homenagem a Kinyarwanda iryinyo que significa "dente". É um vulcão extinto nas Montanhas Virunga. É também o vulcão mais antigo deste maciço, datando do Pleistoceno.
Três áreas protegidas estão perto da montanha: Parque Nacional de Virunga (R.D. do Congo), Parque Nacional dos Vulcões (Ruanda) e Parque Nacional Mgahinga Gorilla (Uganda). Foi nos flancos do Sabyinyo que o capitão alemão Friedrich Robert von Beringe se tornou o primeiro ocidental a observar gorilas-da-montanha em 1902.
As encostas do Sabyinyo são ricas em plantas endémicas e representam um dos últimos habitats do gorila-da-montanha. A constituição da lava é única porque é composta por latite.
Os nativos apelidam o vulcão de "Dentes do Velho" devido à forma do seu topo, semelhante aos dentes gastos. Esta forma contrasta com os picos perfeitamente cónicos das montanhas adjacentes.